# Suchneutralität
Suchneutralität ist eine Bezeichnung für die neutrale Funktionsweise von Suchmaschinen im Internet. Sie bedeutet, dass Suchmaschinen keine redaktionellen Richtlinien haben sollten, abgesehen davon, dass ihre Ergebnisse umfassend und unparteiisch sind und ausschließlich auf Relevanz beruhen.

## Verletzung der Suchneutralität
Der Fall Foundem hat das Thema der Suchneutralität zum ersten Mal in den Fokus der breiten Öffentlichkeit gebracht. Dieser Fall wird inzwischen sogar von der Generaldirektion Wettbewerb der Europäischen Kommission geprüft.

## Politik
Die deutsche Bundesregierung der 18. Legislaturperiode (seit 2013) verlangt im Koalitionsvertrag im Absatz „Netzneutralität“ von Suchmaschinen ebenfalls Neutralität.